# اکسالات کبالت (II)
اکسالات کبالت(II) (به انگلیسی: Cobalt(II) oxalate) با فرمول شیمیایی H۲C۲CoO۶ یک ترکیب شیمیایی با شناسه پاب‌کم ۶۹۹۴۶ است؛ که جرم مولی آن ۱۴۶٫۹۵۲۲ g/mol می‌باشد.